# Потилична артерія
Потилична артерія (лат. arteria occipitalis) — парна кровоносна судина та одна з кінцевих гілок зовнішньої сонної артерії.

## Топографія
Потилична артерія відходить від зовнішньої сонної артерії над заднім черевцем двочеревцевого м'яза та шилопід'язикового м'яза, перетинає внутрішню яремну вену та артерію, вагус та додатковий нерв.
Потилична артерія нисходить до проміжку між поперечним відростком атланта (2 шийний хребець) проходить по горизонтально та назад по борозні соскоподібного відростка під грудинно-ключично-сосцеподібним м'язом, ремінним м'язом шиї, найдовшим м'язом шиї, двочеревцевим м'язом. У ділянці прямого, косого та напівостистого м'язів потилична артерія змінює напрямок розгалуження та йде вгору в вертикальній площині, проходить через товщу фасцій, що покривають черепні частини трапецієподібного та кивального м'язів. Потім потилична артерія нисходить, в товщі поверхневої фасції черепа та розгалужується там на термінальні гілочки. Завдяки цим гілочкам, потилична артерія анастомозує з задньою вушною артерією та поверхневими скроневими артеріями.

## Кровопостачання
Гілки потиличної артерії постачають кров'ю шкіру і м'язи потилиці, вушну раковину, соскоподібний відросток і тверду мозкову оболону в ділянці задньої черепної ямки.